# Pseudobuddelundiella ljovuschkini
Pseudobuddelundiella ljovuschkini är en kräftdjursart som beskrevs av Borutzkii 1967. Pseudobuddelundiella ljovuschkini ingår i släktet Pseudobuddelundiella och familjen Buddelundiellidae. Inga underarter finns listade i Catalogue of Life.